# Погана слава (фільм, 2006)
«Погана слава» (англ. Infamous, досл. «сумнозвісний», «безславний») — художній фільм-біографія режисера Дугласа Макграта, присвячений історії створення книги «З холодним серцем» (англ. Coldblood) письменником Труменом Капоте.

## Синопсис
Фільм розповідає про історію створення книги, яка принесла популярність письменникові Трумену Капоте — «З холодним серцем». 1959 року Капоте прочитав в газеті невелику замітку про звіряче вбивство сім'ї фермерів в сільській глибинці Канзасу. Історія привернула письменника, його зацікавило те, як злочин було сприйнято місцевими жителями і що рухало вбивцями. Разом зі своєю подругою, письменницею Гарпер Лі, він вирушає на місце, щоб особисто поговорити з односельцями, свідками і самими виконавцями вбивства. Труман відчуває, що у нього в руках може виявитися матеріал для сенсаційної книги…

## У ролях
- Тобі Джонс — Трумен Капоте
- Сандра Буллок — Гарпер Лі
- Деніел Крейг — Едвард Перрі Сміт
- Лі Пейс — Річард Гікок
- Джефф Деніелс — Елвін Дьюї
- Пітер Богданович — Беннет Керф
- Гоуп Девіс — Слім Кейт
- Ізабелла Росселліні — Марелла Аґнеллі
- Сігурні Вівер — Бейб Палей (Babe Paley)
- Майкл Пейнс — Ґор Відал
- Гвінет Пелтроу — Кіті Дін

## Премії
- 2007 рік — премія зборів лондонських кінокритиків — кращий актор (Тобі Джонс).